# Бабаяро, Эммануэл
Эммануэл Хайаcинт Бабаяро (англ. Emmanuel Hyacinth Babayaro, родился 26 декабря 1976 в Кадуне) — нигерийский футболист, игравший на позиции вратаря, олимпийский чемпион 1996 года.

## Карьера

### Клубная
Провёл очень небольшую футбольную карьеру: выступал сначала за нигерийскую команду «Плато Юнайтед» из города Джос. Дебютировал в команде в возрасте 17 лет, но нечасто попадал в стартовый состав. В 1993 году занял с клубом 13-е место, в 1994 году — 9-е, а в 1995 — 6-е. В 1995 году покинул Нигерию в поисках европейского клуба: проходил отбор в «Вест Хэм Юнайтед», однако не попал в состав «молотобойцев». Выбор его остановился на «Бешикташе», но в его составе Бабаяро-старший не сыграл толком ни одной встречи. В 1998 году он попытался подписать договор с «Мотеруэллом», но не прошёл отбор и в возрасте всего 22 лет завершил игровую карьеру, посчитав дальнейшие поиски клуба бесперспективными.

### В сборной
В 1993 году в составе юношеской сборной сыграл на чемпионате мира в Японии, и его сборная выиграла золотые медали. В 1996 году отправился в составе олимпийской сборной на турнир в Атланту. Не сыграв ни одной встречи (все 6 матчей турнира провёл игрок под номером 18 Джозеф Досу), всё же стал олимпийским чемпионом от Нигерии.

## Личная жизнь
Сейчас проживает в Нигерии и занимается благотворительностью. Есть также младший брат Селестин, который выступал за лондонский «Челси».